# Zealeuctra stewarti
Zealeuctra stewarti is een steenvlieg uit de familie naaldsteenvliegen (Leuctridae). De wetenschappelijke naam van de soort is voor het eerst geldig gepubliceerd in 2004 door Kondratieff & Zuellig.